# Enztal-Radweg (Eifel)
Der Enztal-Radweg (auch Enz-Radweg) ist ein Radwanderweg in der Südeifel der von Pronsfeld über die ehemalige Trasse der Enztalbahn, einer Stichstrecke der Westeifelbahn, ins Enztal bis Enzen führt. Danach verlässt er das Enztal und endet bei Holsthum auf dem Prümtal-Radweg. Zusammen mit dem Prümtal-Radweg lässt sich eine Rundtour durch die südliche Eifel planen. Die Route wird auch als geeignet für Gelegenheitsradler und Familien angegeben.

## Streckenverlauf Pronsfeld – Holsthum

### Charakteristik
Der Enztal-Radweg nutzt von Pronsfeld, dem ehemaligen Bahn- und heutigem Radwegeknoten bis Neuerburg (25 km) eine ehemalige Bahntrasse. Dieser Abschnitt ist seit 2011 vollständig asphaltiert. Auf den ersten ca. 10 km steigt die Trasse mit ca. 1,5 % Steigung von 379 m auf 530 m. Danach führt die sie mit leichtem Gefälle weiter bis Neuerburg zum Endpunkt der ehemaligen Enztalbahn. Die nächsten 20 km werden über asphaltierte Wege mit leichtem Gefälle durch das Enztal geführt. Bei Übergang vom Enztal in das Prümtal ist noch ein Anstieg zu überwinden.
Auf zwei Teilstücken Neuerburg – Daudistel (2 km) bzw. Enzen – Holsthum (5 km) muss noch auf die stärker befahrene Landstraße L4 ausgewichen werden. Für diese Teilstücke befinden sich eigenständige Radwege in Planung. Den letzten Abschnitt kann man vermeiden, indem man bereits in Peffingen auf den Prümtal-Radweg wechselt.
Die Route wird auch als geeignet für Gelegenheitsradler und Familien angegeben. Der ADFC klassifiziert sie wie folgt
- Oberfläche zu ca. 40 % geeignet für Rennrad, ca. 60 % für Tourenrad.
- Die Schwierigkeit wird ca. 40 % leicht, ca. 60 % mittel angegeben (aus: leicht 0–2 %, mittel 2–6 %, schwer 6–10 %, sportlich > 10 %).
- Die Verkehrsbelastung als „keine bis gering“ (aus: „keine bis gering“, mäßig, hoch)

### Pronsfeld – Neuerburg
Der Enztal-Radweg startet am ehemaligen Bahn- und heutigen Radweg-Knotenpunkt Pronsfeld. Dieser Knotenpunkt ist über den Eifel-Ardennen-Radweg oder den Prümtal-Radweg erreichbar. Die beiden Radwege werden zwischen Prüm und Pronsfeld gemeinsam über die ehemalige Trasse der Westeifelbahn geführt. Die ersten ca. 1,5 km des Enztal-Radweges werden zusammen mit dem Prümtal-Radweg zurückgelegt, bevor die Route in der Nähe des Eifel-Zoos mit einer kurzen Steigung (ca. 30 Höhenmeter auf 250 m) auf die Trasse der Enztalbahn wechselt. Von hier hat man einen guten Rundblick über die Hochflächen des Islek. Die Route verläuft dann mit leichter Steigung durch das Kelsbachtal zum ehemaligen Bahnhof Üttfeld. Dabei wird die Straße nach Euscheid auf einem großen Viadukt überquert. Die Trasse macht jetzt einen großen Bogen von westlicher in südliche Richtung und erreicht den ehemaligen Bahnhof von Arzfeld. Die Strecke ist durch eine Vielzahl alter wie auch neuer Brücken gekennzeichnet. Mit Arzfeld erreicht der Radweg das Enztal und der bis jetzt vorherrschende leichte Anstieg wird durch leichtes Gefälle abgelöst. Im Enztal wechseln sich fast tunnelartig zugewachsene Strecken mit offenem Gelände ab. Über Zweifelscheid wird der Endpunkt der Bahnstrecke in Neuerburg erreicht. Dieses Teilstück führt durch zwei beleuchtete Tunnel, den Weidendell-Tunnel (125 m) und den Neuerburger Tunnel (117 m).

### Neuerburg – Holsthum
Die weitere Route führt auf Wirtschaftswegen und Landstraßen durch das Enztal. Bei Sinspelt ändert sich dann das Landschaftsbild. Die Route verlässt das tief eingeschnittenen Tal, wo die Enz das weitläufige Bitburger Gutland erreicht. Die Landschaft wird jetzt von sonnenverwöhnten Streuobstwiesen bestimmt. Die Route führt durch die Enz-Aue mit den malerischen Eifeldörfern Mettendorf und Enzen. Danach wird über einen Höhenrücken Holsthum im Prümtal erreicht, wo sich der Prümtal-Radweg anschließt.

### Sehenswürdigkeiten, Landschaft und Kultur

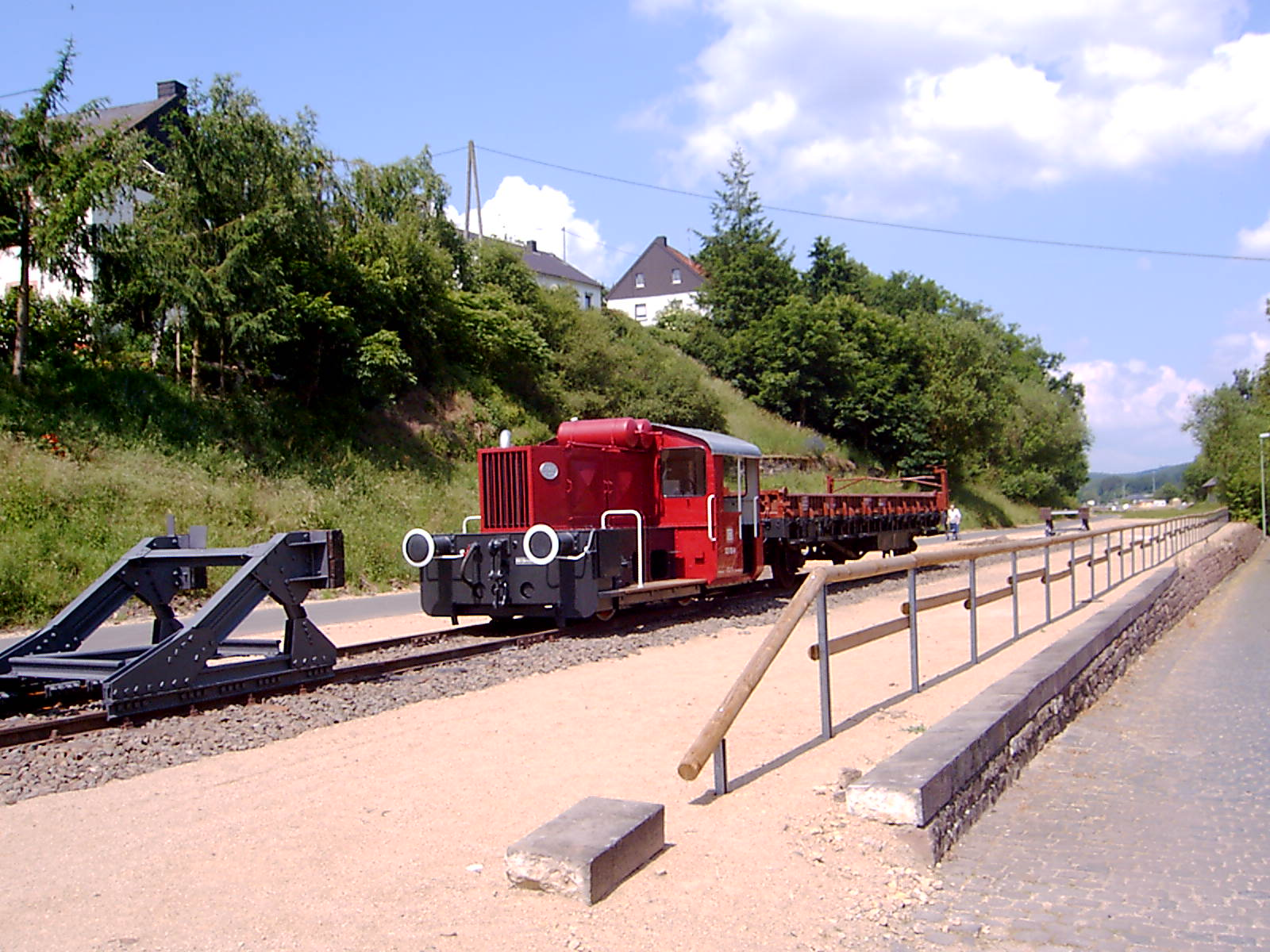
Köf II mit Flachgüterwagen als Denkmal in Pronsfeld
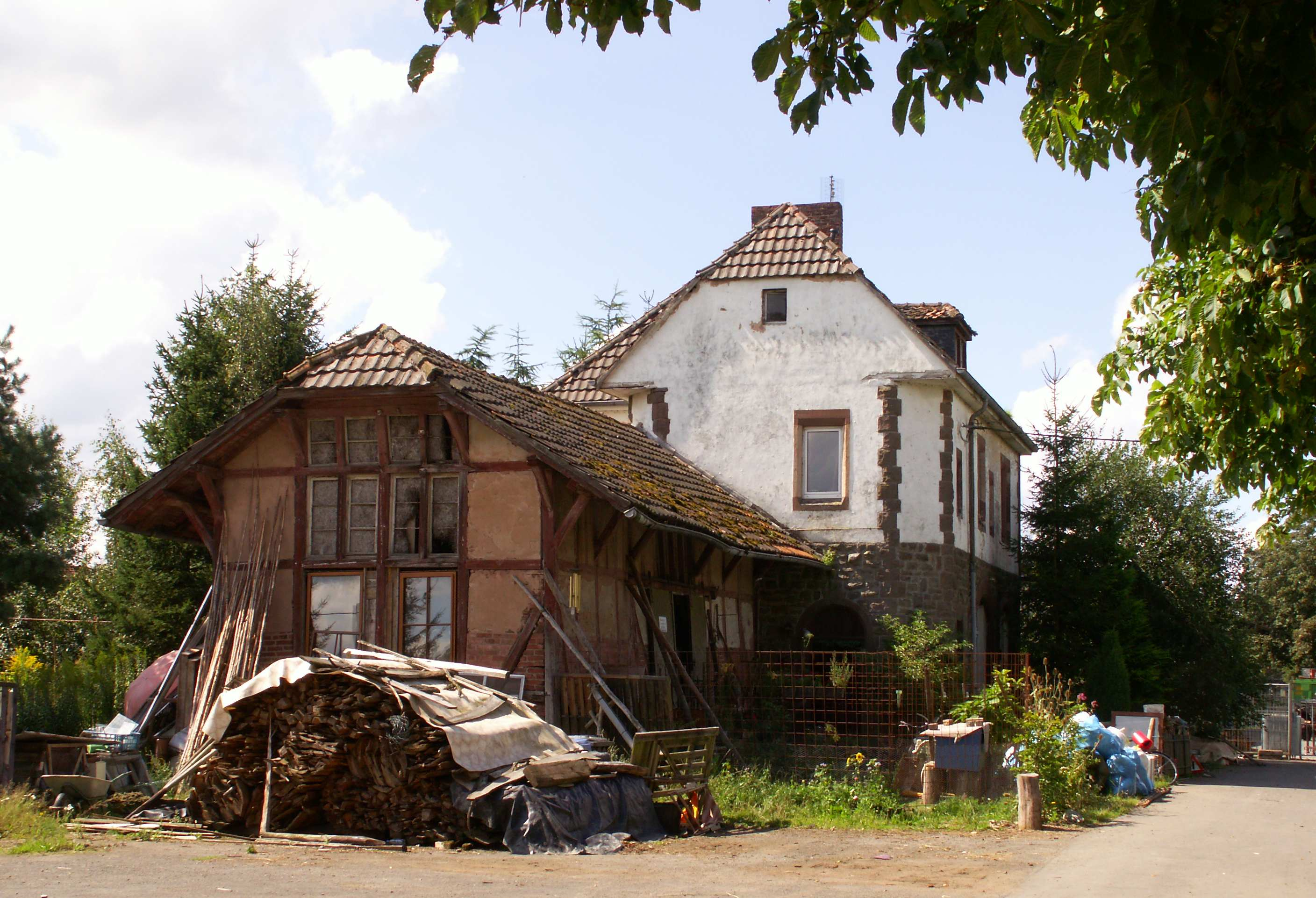
Ehemaliger Bahnhof Üttfeld
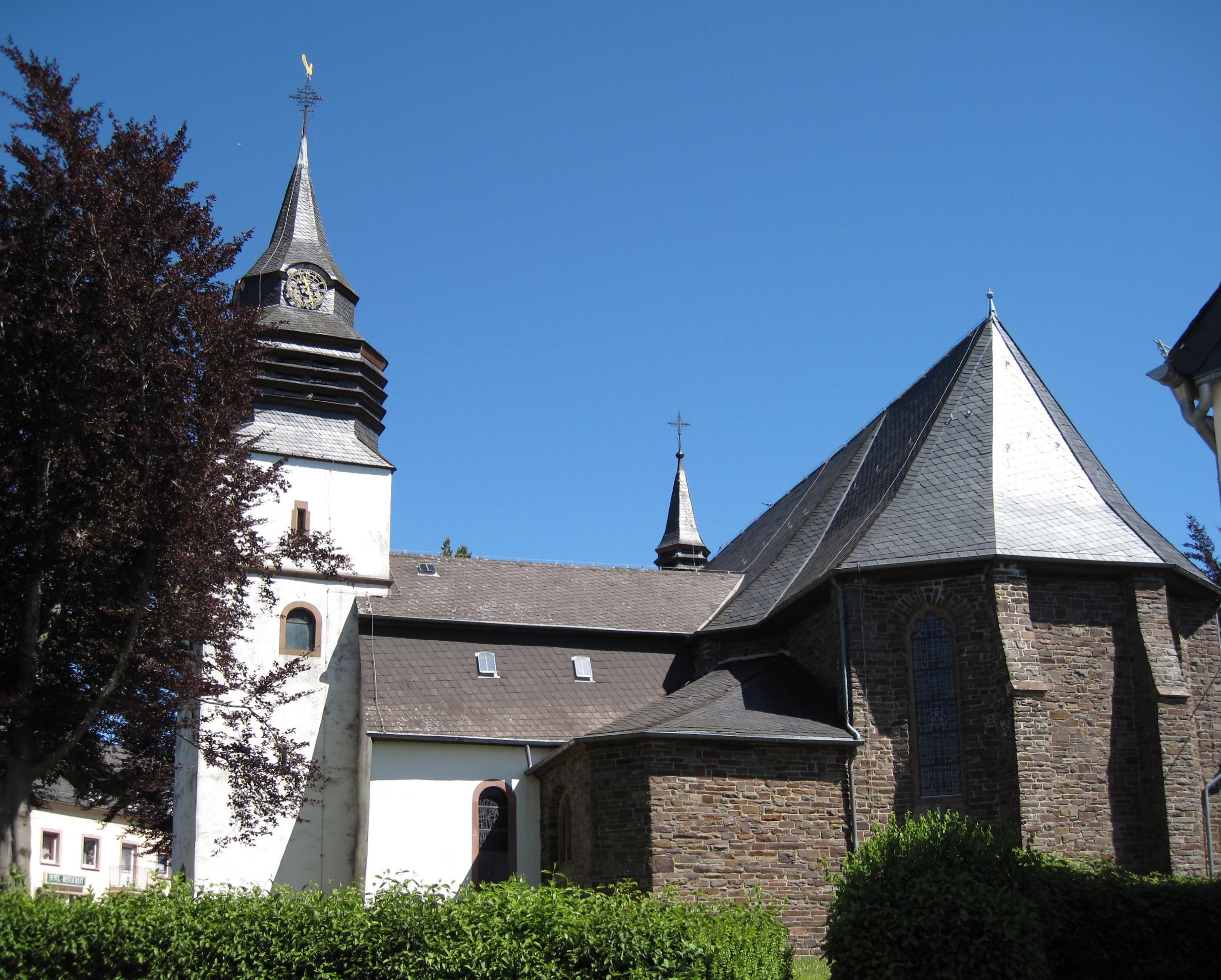
Pfarrkirche in Arzfeld
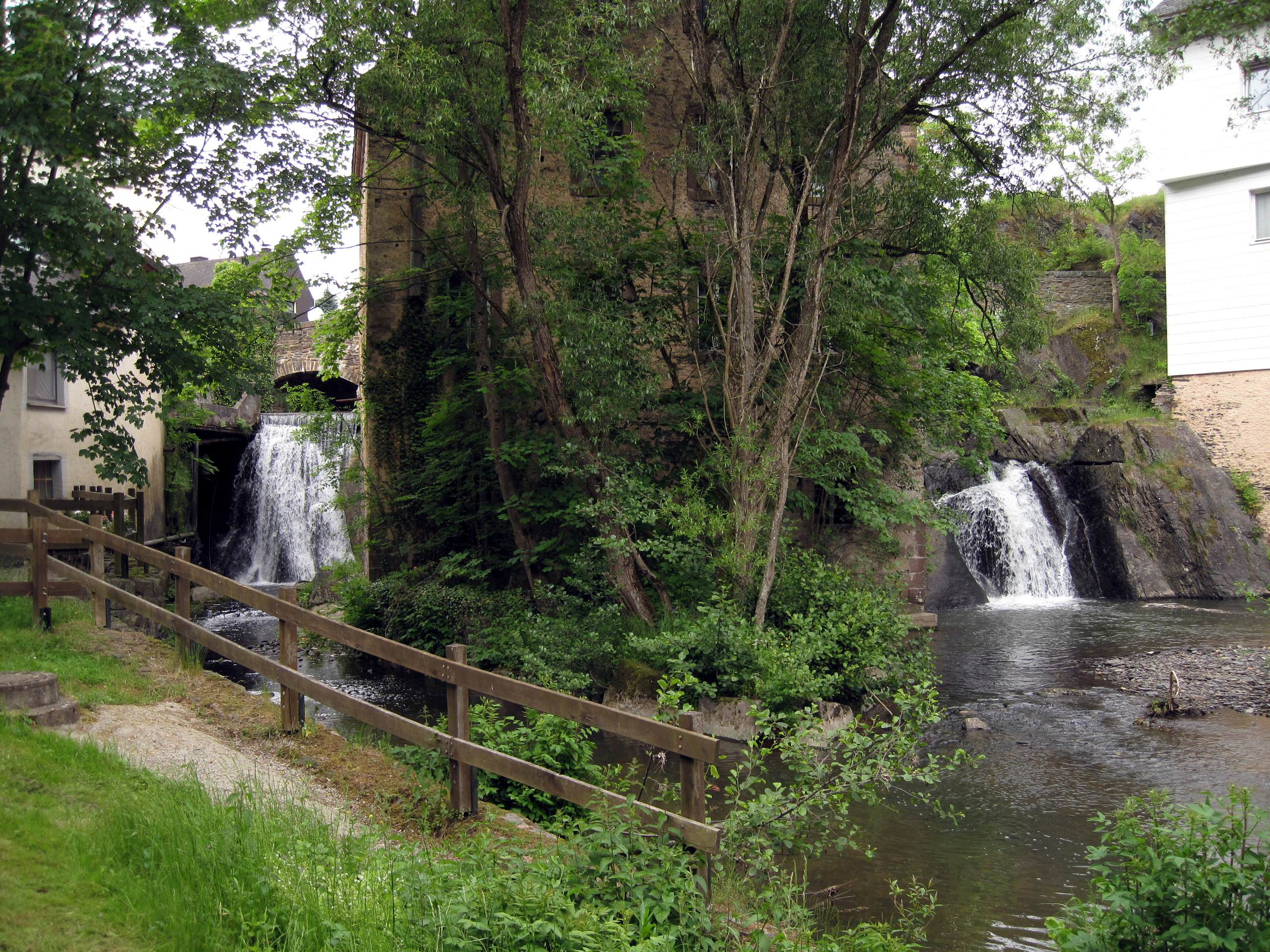
Wasserfall der Enz in Neuerburg
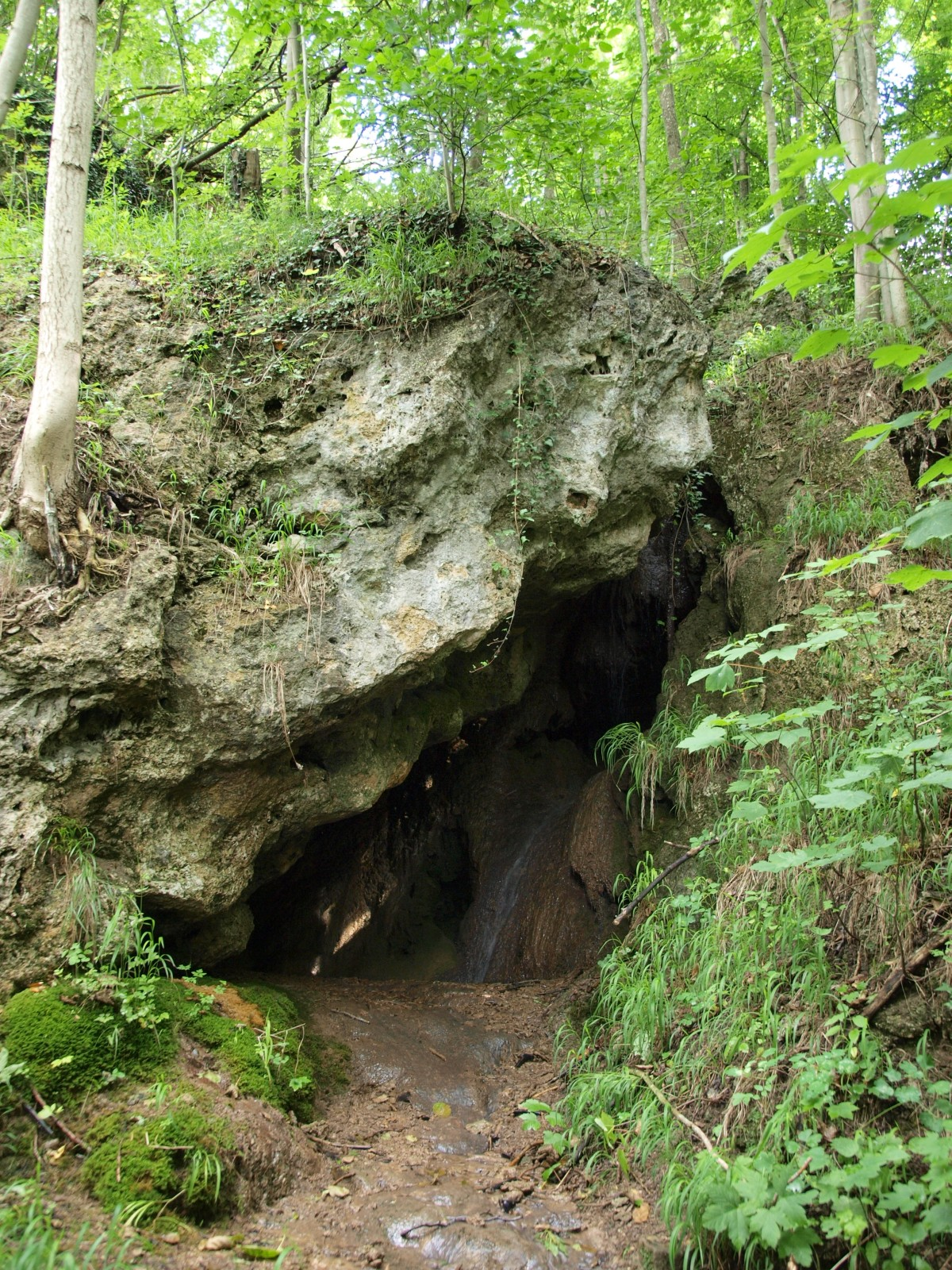
Die Huwelslay in Peffingen
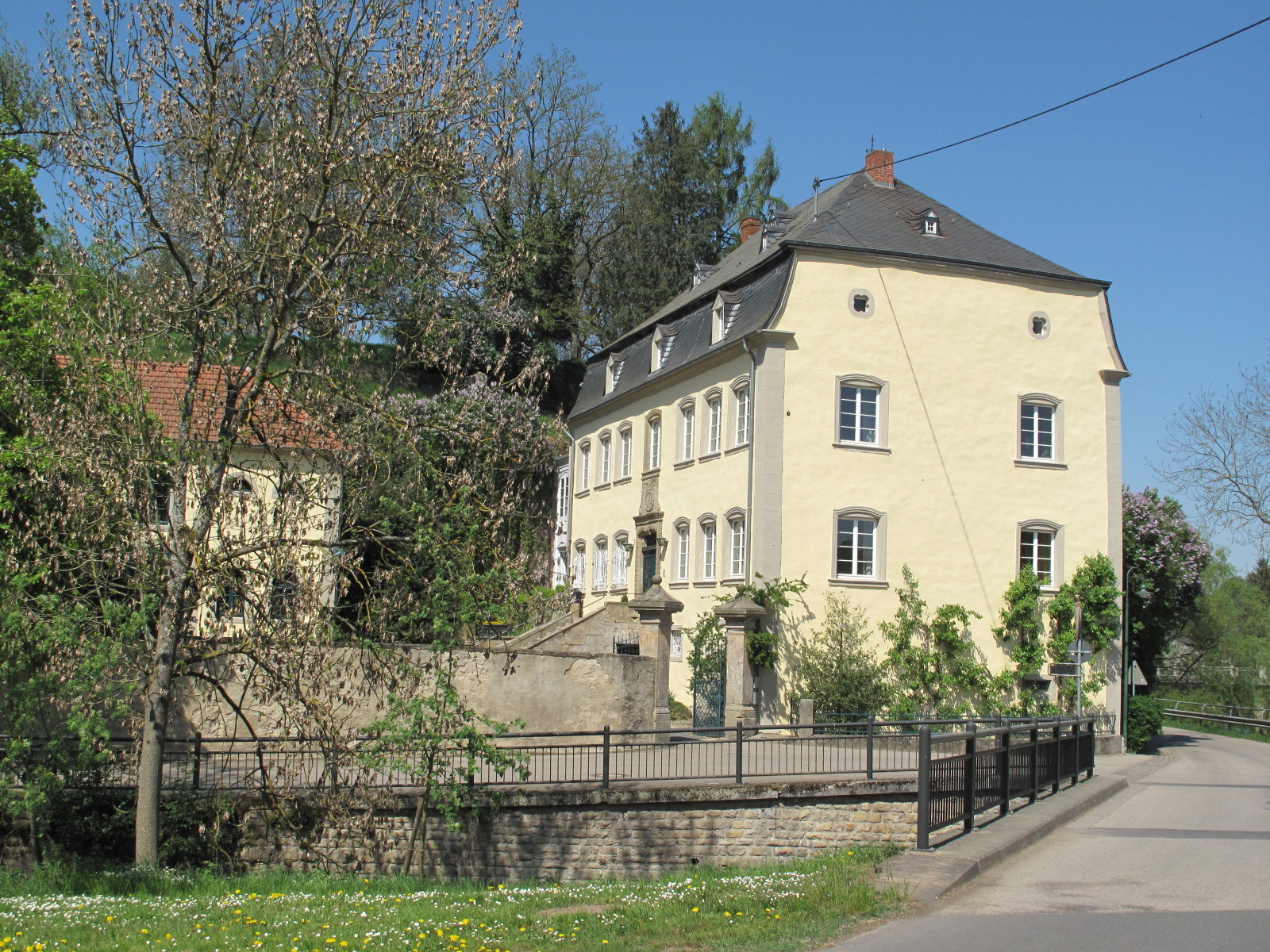
Schloss Holsthum

Das Gebiet um Arzfeld gehört zur Region des Islek. Eine grenzüberschreitende Region im Dreiländereck Deutschland, Luxemburg und Belgien. Die Region ist gekennzeichnet durch tief eingeschnittene Flusstäler und Biotopen mit eher nordischer bzw. alpiner Vegetation bis hin zu ausgesprochen wärmeliebenden Pflanzengesellschaften in sonnenexponierten Lagen. Kleine idyllische Dörfer und alleinstehende Bauernhöfe charakterisieren die Besiedlung.
- Pronsfeld: Mit dem ehemaligen Eisenbahnknotenpunktes Pronsfeld betritt man einen Ort der Eisenbahngeschichte schrieb. 1886 wurde die Westeifelbahn eröffnet und aus der Region konnten überregionale Ziele erreicht werden. 1907 wurde die Stichbahnen nach Waxweiler und Neuerburg in Betrieb genommen, wodurch Pronsfeld zum Eisenbahnknotenpunkt wurde. Neben der regionalen Entwicklung hatten die Planer aber vor allem militärische Ziele im Auge. Während des Ersten Weltkrieges wurde die Strecke für den Nachschubtransport an die Westfront weiter ausgebaut und während des Baus des Westwalls (1936) war der Bahnhof Pronsfeld einer der größten Umschlagplätze für das Baumaterial der Bunker- und Sperranlagen. Um an die frühere Bedeutung des Bahnhofs Pronsfeld zu erinnern wurde 2006 am ehemaligen Bahnhof Pronsfeld eine alte Rangierlok als Denkmal aufgestellt.
 Weiter Sehenswürdigkeiten ins Pronsfeld sind: Die St.-Remigiuskirche mit dem aus der Erbauungszeit um 1498 erhaltenen Chorraum sowie Turmresten. Der Eifelzoo Pronsfeld ermöglicht die Beobachtung einheimischer und exotischer Tiere sowie die Fahrt mit einer eigenen Zoo-Bahn durch die Anlagen.

- Neuerburg: Burg Neuerburg mit Wehranlagen: 1926 übernahm der Jugendbund Neudeutschland die zerfallenen Reste und gestaltete sie zur Jugendherberge aus.
 Schwarzbildchen: Eine 46 cm große Holzfigur in einer 700-jährigen Eichenbaumruine, gestiftet von Kuno von Falkenstein wurde zum Wallfahrtbild. Sie ähnelt der Schwarzen Muttergottes von Altötting.
Pestkreuz: Das am Schaft reich verzierte Pestkreuz, ein Nischenkreuz, erinnert an die Seuchen der Stadt, zuletzt im Jahre 1636.
Eligiuskapelle: Die Kapelle aus dem Jahr 1437 und der Eligiusbrunnen erinnern an den Hl. Eligius.
Marktbrunnen: Die neuere Arbeit des Aachener Künstlers Bonifacius Stirnberg aus Bronze zeigt Vereinsleben und traditionelle Handwerkskünste der Stadt.

- Holsthum: Schloss Holsthum; Hopfenfelder am Radweg.

## Anschlussradwege
In Pronsfeld zweigt der Enztal-Radweg vom Eifel-Ardennen-Radweg ab und folgt den ersten Kilometer zusammen mit dem Prümtal-Radweg der Trasse der ehemaligen Stichstrecke Pronsfeld–Waxweiler, bevor er sich von dieser trennt und auf die Trasse der ehemaligen Enztalbahn wechselt. Über den Eifel-Ardennen-Radweg und seine Anschlusswege erschließt sich die gesamte Eifel zwischen Ahr, Mosel und Rhein. In Holsthum mündet der Enztal-Radweg dann wieder in den Prümtal-Radweg. Dieser endet in Minden auf den Sauertal-Radweg und ermöglicht damit die Fortsetzung Richtung Mosel.

siehe auch:
- Liste der Radfernwege in Deutschland
- Liste der Radwege in Rheinland-Pfalz

## Bahn- und Busanbindung
Leider hat der Enztal-Radweg keine direkte Anbindung an Bahn- oder Buslinien mit Fahrtradtransport. Am nächsten an Pronsfeld liegt Gerolstein, welches mit dem Fahrrad über öffentliche Verkehrsmittel zu erreichen ist. Die weitere Anreise mit dem Rad kann dann über den Eifel-Ardennen-Radweg erfolgen (ca. 40 km). Gerolstein liegt an der Eifelstrecke Köln – Trier bzw. Koblenz. Außerdem verkehren auf der Strecke Kaisersesch – Daun – Gerolstein der ehemaligen Eifelquerbahn seit 2000 Schienenbusse und aufgearbeiteten Personenzüge der Vulkan-Eifel-Bahn (VEB). Der Betrieb im Zwei-Stunden-Takt ist allerdings auf die Saison von Mai bis Oktober auf Wochenenden und Feiertage beschränkt. Zudem ist Gerolstein Endpunkt der RegioRadler Buslinie 500 von Cochem an der Mosel über Daun. Am anderen Ende des Enztal-Radwegs ist die Situation besser. Hier erschließt sich die Anreise mit öffentlichen Verkehrsmittel über Irrel durch die RegioRadler Buslinie 441 Sauertal (Trier – Bollendorf, Ausstieg Irrel). Die Verbindung nach Holsthum (ca. 10 km) stellt dann der Prümtal-Radweg her.
Die Buslinien der „RegioRadler“ verkehrt vom 1. April bis 1. November täglich und haben Platz für 22 Fahrräder.